# Savalou
Savalou   este un oraș  în  Benin. Este reședința  departamentului  Collines.